# Ongnyong-myeon
Ongnyong-myeon (koreanska: 옥룡면) är en socken i  stadskommunen Gwangyang i provinsen Södra Jeolla i södra delen av Sydkorea, 290 km söder om huvudstaden Seoul. 